# Петровицкая, Иржина
Иржина Петровицкая (чеш. Jiřina Petrovická; 30 января 1923, Пршелоуч, Чехословакия — 10 октября 2008, Прага) — чешская актриса театра и кино. Народная артистка ЧССР. Лауреат Государственной премии ЧССР.

## Биография
Окончила педагогический институт в Праге (1942). Брала частные уроки актёрского мастерства.
В 1942—1943 играла на сцене театра в Кладно, затем переехала в Пльзень (1943—1945). После окончания войны — артистка Пражского реалистического театра, где работала до 1950.
После работала в муниципальном театре в Праге и в 1951—1990 — в Пражском Национальном театре.
В кино с 1943. года. В период между 1943 и 1985 годами сыграла более, чем в 20 фильмах.
Умерла в 2008 году. Похоронена на Вышеградском кладбище в Праге.

## Фильмография
- 1942 — Четырнадцатый за столом / Čtrnáctý u stolu
- 1946 — Люди без крыльев / Muži bez křídel — Яна
- 1948 — Кракатит / Krakatit — эпизод
- 1949 — Případ Z-8 — Ирена
- 1949 — Революционный 1848 год / Revoluční rok 1848
- 1953 — Тайна крови / Tajemství krve — Хедва
- 1958 — Что скажет жена? / Co řekne žena? — Лида Тумова
- 1961 — Мгновения героя (сериал) / Hrdinové okamžiku
- 1961 — Флориан / Florián — Маркита
- 1966 — Нагая пастушка / Nahá pastýřka — Юзова
- 1974 — Двадцать девятый /Dvacátý devátý — Мария Майерова
- 1977 — Народ-победитель / Vítězný lid — Безакова
- 1977 — Тридцать случаев майора Земана (сериал) / 30 případů majora Zemana — Хеда Стефкова
- 1979 — Заложники в Белла Висте / Rukojmí v Bella Vista — Хеда Стефкова

## Награды
- 1958 — Премия за выдающуюся работу
- 1964 — заслуженная артистка Национального театра
- 1978 — народная артистка ЧССР
- 1983 — Государственная премия ЧССР
- 2008 — Премия Актёрской ассоциации Чехии за большой вклад в дубляж.